# Pagórek (Topola)
Pagórek – część wsi Topola w Polsce, położona w województwie świętokrzyskim, w powiecie kazimierskim, w gminie Skalbmierz.
W latach 1975–1998 Pagórek administracyjnie należał do województwa kieleckiego.